# هری فیلدینگ رید
هری فیلدینگ رید (انگلیسی: Harry Fielding Reid؛ ۱۸ مه ۱۸۵۹ – ۱۸ ژوئن ۱۹۴۴ (aged ۸۵)) یک دانشمند در زمینه ژئوفیزیک اهل ایالات متحده آمریکا بود. نامداری وی در خصوص ارائه نظریه بازگشت کشسانی در حوزه گسلها و مکانیزم زمین‌لرزه است.